# Euthalia panopus
Euthalia panopus är en fjärilsart som beskrevs av Felder 1861. Euthalia panopus ingår i släktet Euthalia och familjen praktfjärilar. Inga underarter finns listade i Catalogue of Life.